# ناحیه دراموند، میشیگان
ناحیه دراموند (به انگلیسی: Drummond Township) یک منطقهٔ مسکونی در ایالات متحده آمریکا است که در شهرستان چیپوا، میشیگان واقع شده‌است.
 ناحیه دراموند ۶۴۴٫۹ کیلومتر مربع مساحت و ۱٬۰۵۸ نفر جمعیت دارد و ۲۴۷ متر بالاتر از سطح دریا واقع شده‌است.